# Georg Wende
Georg Wende (* 2. August 1903 in Bobile, Deutsches Reich; † unbekannt) war ein deutscher Jurist und Oberregierungsrat.

## Werdegang
Wende wurde am 2. August 1903 als Sohn des Erbschulzen Hugo Wende in Bobile in Schlesien geboren. Nachdem er dort die Volksschule besucht hatte, trat er Ostern 1914 in die Sexta des humanistischen Gymnasiums in Rawitsch ein. Da Rawitsch gemäß dem Friedensvertrag von Versailles im Januar 1920 an Polen gefallen war, beendete er Ostern 1924 die Schulausbildung am humanistischen Gymnasium in Wohlau mit dem Abitur.
Danach studierte er an der Rechts- und Staatswissenschaftlichen Fakultät der Schlesischen Friedrich-Wilhelms-Universität zu Breslau Rechts- und Staatswissenschaften. Sein Erstes Juristisches Staatsexamen legte er am 9./10. März 1928 vor dem Oberlandesgericht zu Breslau ab. Nachdem er zum Referendar ernannt worden war, genoss er seine Ausbildung zunächst in Brieg und ab Oktober 1928 am Landgericht zu Breslau. Wende wurde 1929 an der Rechts- und Staatswissenschaftlichen Fakultät der Universität Breslau mit einer Studie Die staatsrechtliche Stellung des preussischen Staatsministeriums zum Dr. jur. promoviert.
Mit der Ernennung Wolfgang Haensels zum Präsidenten des Bayerischen Landessozialgerichts in München im Jahre 1959 folgte ihm Wende auf das Amt des Senatspräsidenten. Schon kurz darauf wurde er zum Vizepräsidenten ernannt und ging 1968 in den Ruhestand.
Gemeinsam mit Wilhelm Thannheiser, Ministerialdirigent in München, und Robert Zech, Ministerialrat im Bayerischen Staatsministerium für Arbeit und Sozialordnung in München, war er Begründer des Handbuchs des Bundesversorgungsrechts. Außerdem war er Schriftleiter der Zeitschrift Die Kriegsopferversorgung (ISSN 0450-9358), die als Fachorgan für Versorgungsrecht, Versorgungspraxis und Versorgungsmedizin im Juli 1952 erstmals herauskam, dessen Hauptschriftleiter er 1955 wurde und die Dezember 1975 wieder eingestellt wurde.

## Ehrungen
- 1968: Verdienstkreuz 1. Klasse der Bundesrepublik Deutschland[3]

## Schriften
- Die staatsrechtliche Stellung des preussischen Staatsministeriums. 1929 (Dissertation zur Erlangung der juristischen Doktorwürde).
- W., R. Zech: Handbuch des Bundesversorgungsrechts. Stutz, München 1950.
- W. et al. (Hrsg.): Sozialrechtliche Entscheidungssammlung. Entscheidungsauszüge und Literaturhinweise. 1953.